# Villamuelas (kommunhuvudort)
Villamuelas är en kommunhuvudort i Spanien.   Den ligger i provinsen Toledo och regionen Kastilien-La Mancha, i den centrala delen av landet, 70 km söder om huvudstaden Madrid. Villamuelas ligger 591 meter över havet och antalet invånare är 729.
Terrängen runt Villamuelas är huvudsakligen platt, men västerut är den kuperad. Terrängen runt Villamuelas sluttar norrut. Runt Villamuelas är det glesbefolkat, med 14 invånare per kvadratkilometer. Närmaste större samhälle är Mora, 15,1 km söder om Villamuelas. Omgivningarna runt Villamuelas är i huvudsak ett öppet busklandskap.